# Ludwisarnia Felczyńskich Taciszów

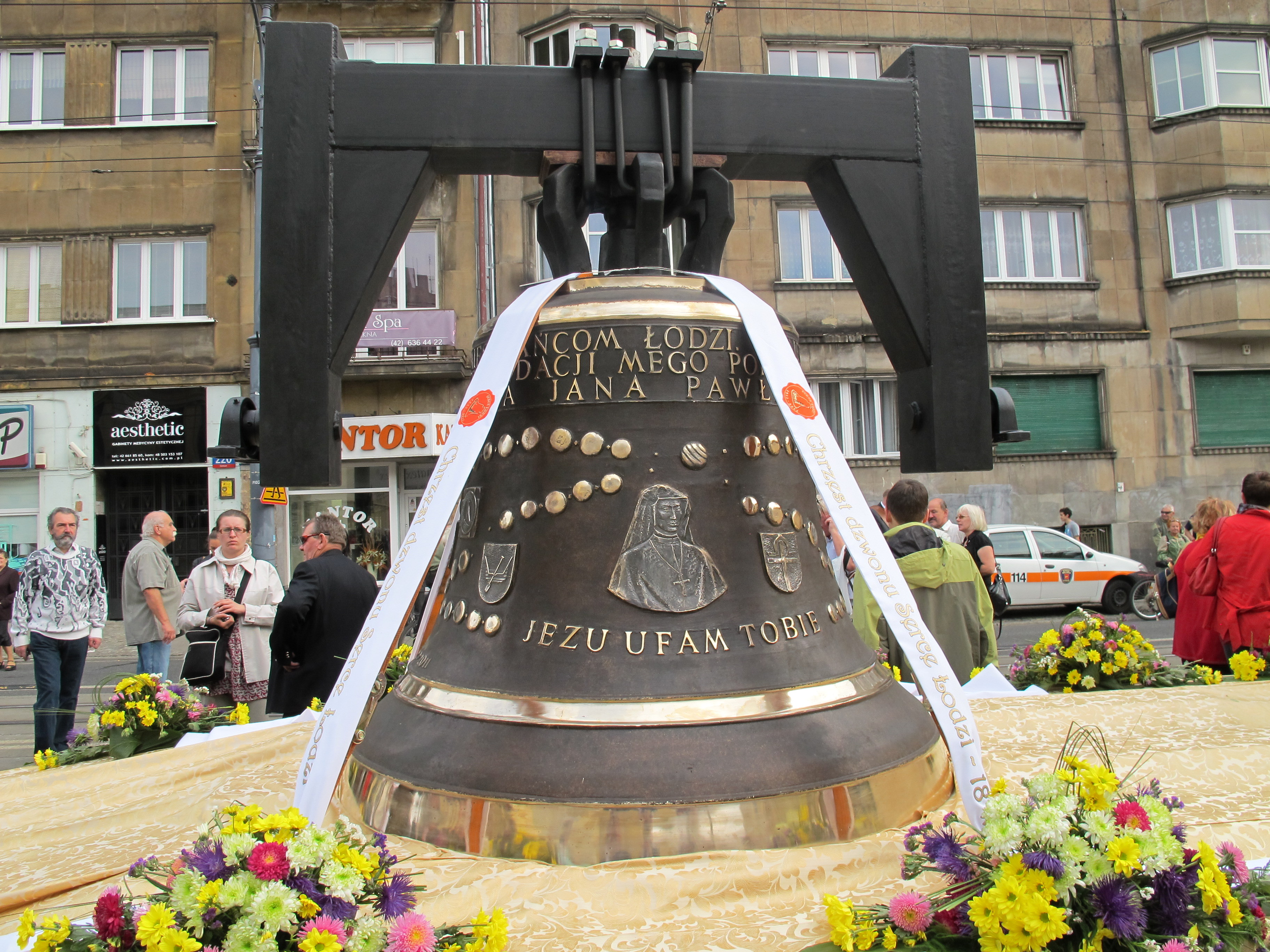
Dzwon "Serce Łodzi" wykonany przez ludwisarnię

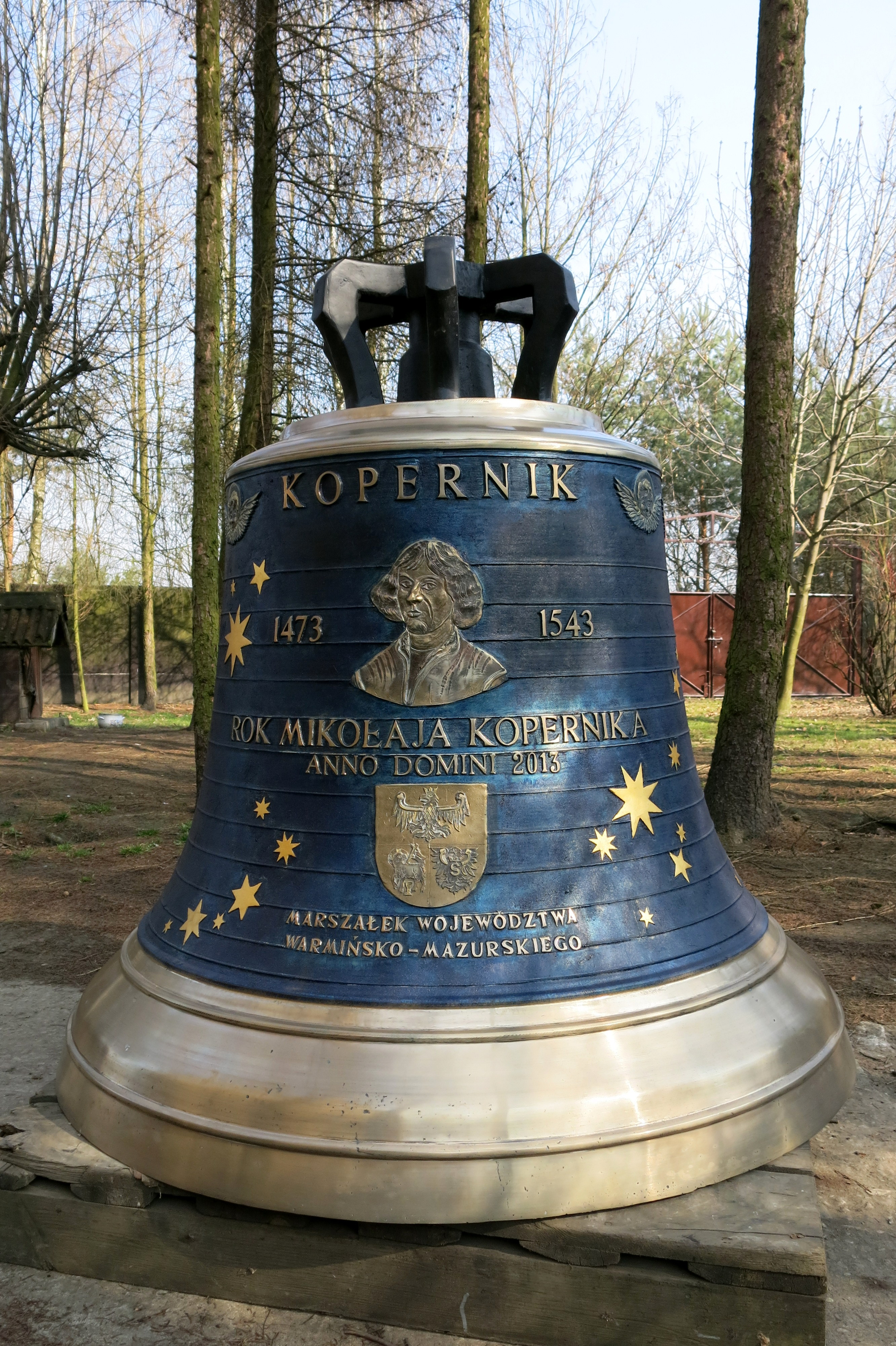
Dzwon „Kopernik” wykonany w ludwisarni

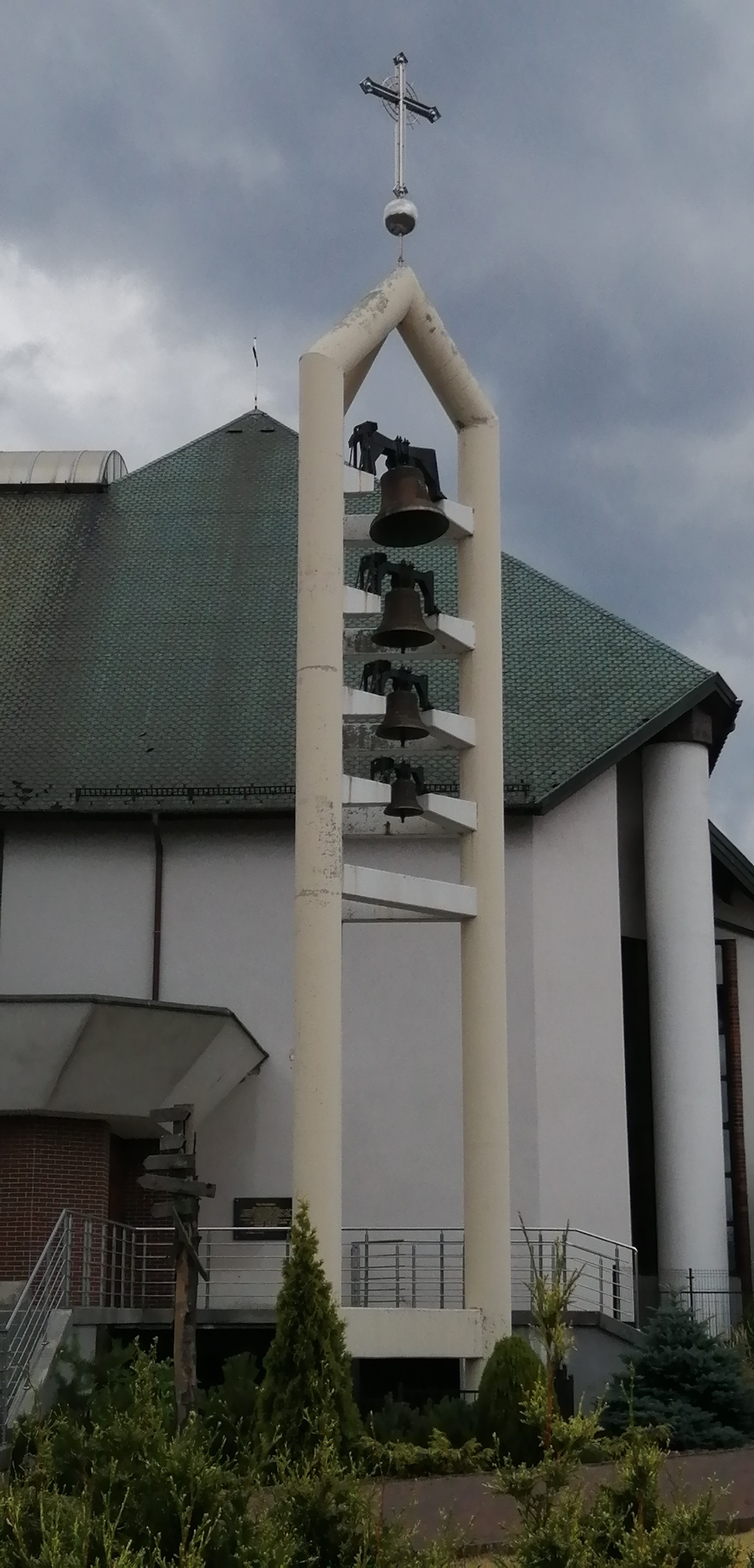
Dzwony kościoła Matki Bożej Uzdrowienie Chorych w Tarnowskich Górach, odlane w Ludwisarni Felczyńskich w Taciszowie

Ludwisarnia Felczyńskich Taciszów – odlewnia dzwonów i pracownia ludwisarska, mieści się w Taciszowie k. Gliwic (woj. śląskie). Zajmuje się produkcją dzwonów i tablic brązowych, kontynuuje tradycje rozpoczętą w 1808 roku w Kałuszu (obecnie Ukraina).
Właścicielem odlewni jest Zbigniew Felczyński, syn Tadeusza i wnuk Jana, w prostej linii potomek ludwisarzy kałuskich. Jest to ludwisarnia, która kontynuuje w niezmienionej i sprawdzonej formie tradycyjną technikę wytwarzania dzwonów.
Dzwony Ludwisarni Felczyńskich pracują w wielu kościołach na terenie Polski, w całej Europie, oraz na wszystkich kontynentach. Instrumenty pozytywnie przechodziły badania kampanologiczne i były wielokrotnie nagradzane (m.in. targi gdańskie, targi toruński, targi lubelskie, targi kieleckie).

## Historia
Pierwszą ludwisarnię w Kałuszu (ob. Ukraina) w 1808 roku założył Michał Felczyński. Kolejne pokolenia prowadziły ją do wybuchu II wojny światowej. W latach 20. XX wieku powstała filia Odlewni w Przemyślu. Oba zakłady ściśle ze sobą współpracowały. Ostatnim kałuskim właścicielem był Jan Felczyński, który z synami (Wacławem, Ludwikiem, Jerzym i Tadeuszem), uciekając przed działaniami wojennymi schronił się w Przemyślu. Po zakończeniu wojny wznowiono odlewanie dzwonów. Synem Jana, który najlepiej opanował rzemiosło był Tadeusz, który z pomocą braci potrafił otworzyć odlewnię w Taciszowie k. Gliwic. Zakład obejmował swym działaniem zwłaszcza Polskę centralną i ziemie zachodnie. Po Tadeuszu odlewnię przejął jego syn Zbigniew, który jest obecnym właścicielem Ludwisarni Felczyńskich. Prowadzi ją ze swoją żoną, Bogdą. W ludwisarni wykonano m.in. dzwon „Serce Łodzi”, ważący 2,6 tony - największy, jaki dotychczas w niej odlano oraz dzwon Kopernik.

## Niektóre realizacje
- Serce Łodzi – dzwon odlany w 2011 r. dla archikatedry św. Stanisława Kostki w Łodzi[1]
- Kopernik – dzwon odlany w roku 2013[3] - Roku Mikołaja Kopernika dla bazyliki konkatedralnej św. Jakuba w Olsztynie

- Dzwon imienia Augusta Hlonda, poświęcony górnikom i robotnikom przymusowym, wywiezionym po II wojnie światowej z Górnego Śląska do ZSRR; dar archidiecezji katowickiej dla parafii św. Józefa w Doniecku[1].
- Zestaw dzwonów dla kościoła św. Michała Archanioła i św. Stanisława Biskupa w Krakowie nazywanego kościołem Na Skałce
- Zestaw dzwonów dla bazyliki św. Krzyża w Warszawie
- Dzwony dla parafii Miłosierdzia Bożego w Gliwicach
- Zestaw dzwonów dla monasteru św. Onufrego w Jabłecznej
- Dzwony dla parafii Podwyższenia Krzyża Świętego i Matki Bożej Uzdrowienia Chorych w Katowicach na osiedlu Tysiąclecia
- Dzwony dla parafii św. Bartłomieja w Gliwicach

## Dowody uznania dla działań Ludwisarni Felczyńskich
- Nagroda Targowa w kategorii Produkt Roku za renowację zabytkowego dzwonu, Targi Sakralne LUBSACRO 2015
- Wyróżnienie VIII Targów „Kościoły” w Toruniu 2011
- Grand Prix V i VI Targów „Kościoły” w Toruniu 2008 i 2009
- Medal Mercurius Gedanensis Międzynarodowych Targów Gdańskich w latach 2006 i 2007
- Medal Signum Sacri Itineris Hierosolymitani (Medal Pielgrzyma)
- Order św. Marii Magdaleny Apostołom Równej nadany przez Polski Autokefaliczny Kościół Prawosławny